# برادلي فليتشير
برادلي فليتشير (بالإنجليزية: Bradley Fletcher)‏ هو لاعب كرة قدم أمريكية أمريكي، ولد في 25 يونيو 1986 في يونغزتاون في الولايات المتحدة.

## وصلات خارجية
- برادلي فليتشير على موقع مرجع كرة القدم المحترفة.كوم (الإنجليزية)